# Rabea Rogge
Rabea Rogge född 1995 eller 1996 i Berlin, Tyskland, är en tysk ingenjör, polarforskare och astronaut.

## Rymdfärd
Den 1 april 2025 påbörjade hon sin första rymdfärd, kallad Fram2. Hon blev därmed Tysklands första kvinnliga astronaut. Hon flög tillsammans med Chun Wang, Eric Philips och Jannicke Mikkelsen. Flygningen blev den första bemannade flygningen i polär omloppsbana runt jorden.